# Sportfreunde Schwäbisch Hall
Die Sportfreunde Schwäbisch Hall sind ein Fußballverein aus Schwäbisch Hall.

## Geschichte
Der Verein wurde am 22. Juli 1912 unter dem Namen Sportverein Hall gegründet und wurde 1921 zum Haller Sportklub 1912. Nach dem Zweiten Weltkrieg erfolgte die Wiedergründung am 26. November 1945 unter dem heutigen Namen Sportfreunde Schwäbisch Hall.
Die Fußballer wurden 1950 der neu gegründeten 2. Amateurliga zugeordnet. Nachdem man in den 1950er und 1960er Jahren zwischen 2. Amateurliga und A-Klasse pendelte, stieg man 1971 als Meister mit 50:11 Punkten und 63:15 Toren in die 1. Amateurliga auf. Der höchsten Amateurklasse gehörten die Sportfreunde in der Folge von 1971 bis 1977 an. Nachdem man 1977 abgestiegen war, konnte man im darauffolgenden Jahr den direkten Wiederaufstieg in die nach der Spielklassenreform Verbandsliga Württemberg genannte Klasse feiern.
In der Saison 1975/76 erreichten die Sportfreunde die Hauptrunde des DFB-Pokals, wo man in der 1. Runde TuS Mayen mit 5:1 besiegte und in der 2. Runde den Stuttgarter Kickers vor 2600 Zuschauern mit 0:5 unterlag.
Der größte Erfolg gelang 1981, als man am letzten Spieltag mit 1:0 beim direkten Konkurrenten FV Zuffenhausen gewann und damit Meister der Verbandsliga wurde und in die Oberliga Baden-Württemberg aufstieg, aus der man jedoch als Neuling direkt wieder abstieg.
Nach dem Abstieg aus der Verbandsliga im Jahr 1989 ging der Weg der Sportfreunde bis hinab in die Kreisliga A. Von 2011 bis zum Abstieg 2018 spielte der Verein wieder in der sechstklassigen Verbandsliga Württemberg; nach vier Jahren in der Landesliga gelang 2022 der Wiederaufstieg.

## Stadion
Die Sportfreunde Schwäbisch Hall trugen ihre Heimspiele im 3.500 Zuschauer fassenden Stadion Auwiese aus. Das Stadion wurde am 18. September 1949 mit einem Spiel gegen die SpVgg Fürth eingeweiht. 2016 wurde das Stadion zum Optima Sportpark ausgebaut.

## Bekannte aktuelle und ehemalige Spieler
- Aleksandar Abutovic (ehemals VfB Stuttgart, 1. FC Nürnberg und SSV Jahn Regensburg)
- Tobias Weis (VfL Bochum, ehemals TSG 1899 Hoffenheim und VfB Stuttgart)
- Jonas Wieszt (ehemals TSV Crailsheim, VfB Stuttgart II)
- Ali Gökdemir (ehemals VfB Stuttgart & Hannover 96)